# 江津市立桜江中学校
江津市立桜江中学校（ごうつしりつ さくらえちゅうがっこう）は、島根県江津市桜江町にある公立中学校。略称は桜江中（さくらえちゅう）。

## 沿革
- 1947年 (昭和22年)
  - 4月1日 - 学制改革により，川戸村立川戸中学校，市山村立市山中学校，谷住郷村立谷住郷中学校，長谷村立長谷中学校，川越村立川越中学校を創設。
  - 7月10日 - 長谷中学校，独立校舎となる。
- 1950年 (昭和25年)
  - 4月1日 - 川戸，市山，谷住郷中学校を統合。川戸村外二村組合立江陵中学校と称する。
- 1951年 (昭和26年)
  - 7月25日 - 川越中学校校舎竣工。
- 1952年 (昭和27年)
  - 4月5日 - 江陵中学校校舎竣工。
  - 11月3日- 江陵中学校，文部大臣指定優良施設校として文部大臣表彰を受ける。
- 1954年 (昭和29年)
  - 4月1日 - 町村合併により，桜江村立江陵中学校，桜江村立長谷中学校，桜江村立川越中学校と改称。
- 1956年 (昭和31年)
  - 1月1日 - 町制施行により,桜江町立江陵中学校,桜江町立長谷中学校，桜江町立川越中学校と改称。
- 1964年 (昭和39年)
  - 6月1日 - 江陵中学校，長谷中学校を統合。校名を桜江町立江陵中学校とする。
- 1967年 (昭和42年)
  - 12月26日 - 寄宿舎「園幡寮」竣工。
- 1975年 (昭和50年)
  - 4月1日 - 江陵中学校，川越中学校を統合。校名を桜江町立桜江中学校とする。
  - 9月1日 - 桜江中学校新校舎竣工。入校式。
  - 11月4日 - 新校舎竣工式。
- 1976年 (昭和51年)
  - 2月 - 校章旗,校歌制定。
- 1977年 (昭和52年)
  - 2月18日 - 屋内体育館竣工。
- 1978年 (昭和53年)
  - 3月16日 - 創立30周年記念式典。体育館緞帳設置。
- 1984年 (昭和59年)
  - 11月4日 - 桜江中学校統合10周年記念式典。校門及びタイムカプセル設置。
- 1986年 (昭和61年)
  - 3月25日 - 寄宿舎「園幡寮」閉鎖。
- 2004年 (平成16年)
  - 10月1日 - 市町村合併により江津市立に改称。校章旗作成。校門，玄関学校名板交換。
- 2006年 (平成18年)
  - 4月 - 文科省指定学校評価システム構築事 業。（～平成20年3月）
- 2013年 (平成25年)
  - 4月 - 県指定家勉充実プロジェクト事業。
- 2014年 (平成26年)
  - 3月 - 非常用電源太陽光発電設備の設置。
- 2019年 (令和元年)
  - 12月8日 - 「少年の主張」全国大会　国立青少年教育振興機構奨励賞

出典：

## 部活動
運動部
- 女子バレー部
- 陸上部

文化部
- 吹奏楽部

出典：

## 学区
- 桜江町全域

出典：

## 進学前小学校
- 桜江小学校

出典：

## アクセス

### バス
- 「桜江総合センター」停留所（石見交通）から徒歩で約10分

## 周辺
- 今井美術館
- 江津市桜江支所
- JR川戸駅 (旧三江線)